# Clovia fulgida
Clovia fulgida är en insektsart som beskrevs av Schmidt 1922. Clovia fulgida ingår i släktet Clovia och familjen spottstritar. Inga underarter finns listade i Catalogue of Life.